# Efectos musicales

Los efectos musicales, ya sean pedales o unidades de efectos, son dispositivos electrónicos que afectan al sonido de un instrumento eléctrico o electrónico o cualquier otra fuente de sonido. Estos efectos pueden aplicarse en tiempo real, esto significa que el músico puede usarlos en plena actuación (lo más típico es en guitarras y bajos eléctricos y en teclados) o en la fase de posproducción sobre los canales ya grabados. Para usar los efectos en directo la unidad de efectos tiene que estar conectada en el camino de la señal eléctrica producida por el instrumento; en cambio cuando esto se emplea en posproducción, la fuente auxiliar de salida está parcheada al efecto. Mientras que unas unidades matizan el color del sonido, otras transforman el sonido notablemente.
Una unidad consiste en circuitos analógicos o digitales que procesan la señal. En algunos casos los circuitos que procesan el efecto pueden ser similares a los que se encuentran en sintetizadores, al incluir filtros activos y pasivos, seguidores o modificadores de la envolvente de la señal, circuitos modificadores de la forma de la onda, osciladores controlados por voltaje o delay digital.

Los efectos pueden tener distintos formatos, pero los más comunes son el stomp box o el rack.  El stomp box es una pequeña caja de plástico o metal que contiene el circuito, generalmente con uno o dos efectos únicamente , y que se coloca en el suelo frente al músico conectado en línea con el instrumento; la caja suele controlarse mediante interruptores de pedal y potenciómetros para controlar aspectos como el nivel, la ganancia, el tono, la realimentación y otros, en función de lo que implique el efecto. Cuando el músico precisa de muchos pedales, estos suelen disponerse en un panel de madera casero o en un panel comercial. Por otro lado, en un rack puedes encontrar diferentes unidades con circuitos idénticos a los de los pedales pero montados para bastidores estándar de 19''; estas unidades tienen controles basados en potenciómetros como los que se encuentran en la mayor parte de los stomp box e interruptores, todo ello en el panel frontal del bastidor. Estos últimos muchas veces emplean una interfaz digital de control MIDI.
Los ordenadores modernos suelen tener capacidades para procesar sonido que compiten con los efectos comerciales. Estos procesan el sonido gracias a software como VST, LADSPA, RTAS o Direct X.